# Nûdem Durak
Nûdem Durak (née en 1988 ou 1993 à Zivik) est une chanteuse kurde originaire de Turquie. En 2015, elle est emprisonnée, alors qu'elle travaillait à son premier album, et condamnée à 19 années de prison pour son engagement artistique.

## Biographie
Nûdem Durak vient d'une famille musicienne dengbêj (barde traditionnel kurde). Elle a commencé à chanter sur scène avec son père. Issue d'une famille modeste, elle obtient sa première guitare en vendant l'alliance de sa mère. Elle fonde le groupe de musique Koma Sorxwin et donne des cours de musique traditionnelle kurde au centre culturel Mem û Zîn, à Cizre, dans le district de Şırnak. Avec son groupe, elle produit plusieurs clips et se produit régulièrement sur scène dans le sud-est de la Turquie. 
Du fait de son engagement artistique dans sa langue maternelle, Nûdem Durak est placée en garde à vue et arrêtée à de nombreuses reprises. Dans la prison de Mardin, elle est détenue dans le même quartier que la journaliste et artiste kurde Zehra Doğan, avec qui elle élabore un journal de détention. Elle est libérée sous contrôle judiciaire tandis que ses procès se poursuivent, avant d'être incarcérée en 2015, condamnée à 10 et 9 ans de prison, soit 19 ans au total, pour « appartenance à une organisation terroriste ». Peu de temps avant son arrestation, elle fait l'objet d'un reportage diffusé par la chaîne Al Jazeera : « Meet the Kurdish woman imprisoned for singing in Turkey ». Le centre culturel, fréquenté par des milliers de jeunes, est quant à lui fermé par l’État turc en 2016. 

## Emprisonnement
Elle est détenue dans la prison de Bayburt, dans le Nord-Est de la Turquie. Elle souffre d'une affection à la thyroïde, finalement prise en charge médicalement. Elle doit y rester jusqu'en 2034.

## Soutiens
En Allemagne, en août 2016, une campagne de soutien intitulée Song for Nudem est lancée. Elle invite les chanteurs à manifester leur solidarité.
Le 25 mars 2019, l'écrivain français Joseph Andras attire l'attention de l'opinion publique francophone sur Nûdem Durak avec un article publié dans le quotidien L'Humanité. Il publiera quelques mois plus tard, dans la revue en ligne Lundi matin, un second article après avoir correspondu avec la prisonnière ainsi que sa famille. Le texte sera traduit en plusieurs langues par le webzine franco-turc Kedistan. De là, la campagne Free Nûdem Durak est lancée début avril 2020. Elle appelle à sa libération ainsi qu'à celle de tous les prisonniers d'opinion. La cinéaste Carmen Castillo, ancienne prisonnière politique et opposante au gouvernement de Pinochet (libérée, en 1974, par une mobilisation française), marraine la campagne. Elle écrit dans le quotidien Le Monde, au mois de mai : « Nûdem Durak n’avait pas d’armes, sinon une guitare. Elle chantait dans sa langue maternelle, longtemps interdite par les gouvernements turcs successifs ».
La campagne Free Nûdem Durak prend rapidement une ampleur internationale. Aux États-Unis, le linguiste Noam Chomsky, l'anthropologue David Graeber, la militante Angela Davis (acquittée, en 1972, grâce à une campagne internationale) et la journaliste Debbie Bookchin appellent à sa libération. En Grande-Bretagne, le cinéaste Ken Loach se joint à la mobilisation, ainsi que le musicien Peter Gabriel, connu pour son engagement contre l'apartheid sud-africain. Au Chili, la chanteuse Ana Tijoux alerte à son tour sur le sort qui lui est fait. En France, de nombreuses figures politiques, intellectuelles et artistiques se joignent à la campagne : l'ancien candidat aux élections présidentielles Olivier Besancenot, l'historienne Françoise Vergès, l'écrivaine Maryam Madjidi, l'écrivain et dramaturge Laurent Gaudé, le cinéaste et romancier Gérard Mordillat, la philosophe Elsa Dorlin ou encore l'élue Danielle Simonnet. Par la voix de plusieurs de ses membres, le Parti communiste français est présent dans la campagne. D'anciens prisonniers politiques témoignent également, de divers endroits du monde, de leur solidarité à l'endroit de la chanteuse kurde : le journaliste marocain Omar Radi, l'écrivaine Pinar Selek, l'ancien opposant au régime de Pinochet Téo Saavedra ou encore les militants algériens Hakim Addad, Messaoud Leftissi et Salim Yezza. La presse indépendante italienne et turque relaie régulièrement les prises de positions successives.
Au mois de juillet 2020, le chef d'orchestre italien Riccardo Muti lui rend hommage lors d'un concert donné à Paestum. Le même mois, à Marseille, Nûdem Durak est peinte sur une façade de plusieurs mètres de haut par l'artiste de rue Mahn Kloix ; en Allemagne, dans un musée de Francfort, l'artiste canadienne Hajra Waheed lui dédie une installation sonore intitulée HUM. Peu après, le chanteur nigérian Keziah Jones appelle, par une chanson interprétée en langue yoruba sur les réseaux sociaux, à la liberté de la chanteuse kurde ainsi que de tous les détenus politiques.
En juin 2020, le magazine Les Inrockuptibles qualifie Nûdem Durak de « symbole de l'oppression du peuple kurde ».
En 2021, elle reçoit un autre soutien de marque, celui de Roger Waters, cofondateur du groupe de rock Pink Floyd. Un an plus tard, en signe de solidarité, il décide de lui envoyer une guitare en prison après avoir entendu que lors d’une inspection dans les cellules de sa prison, les gardiens lui avaient cassé sa guitare.
En 2023, Joseph Andras publie Nûdem Durak, Sur la terre du Kurdistan, qui retranscrit une partie de sa correspondance avec l'artiste et ses rencontres avec son entourage au Kurdistan.